# 移剌蒲阿
移剌蒲阿（？—1232年），移剌氏（耶律氏），又作移剌蒲兀，金朝契丹人。
移剌蒲阿少从军，因功劳自千户升任都统。金宣宗末年，完颜守绪（金哀宗）为太子时，选充东宫亲卫军总领，元光二年（1223年），拥金哀宗即位有功。以功遥授同知睢州军州事，权枢密院判官，参决军国大事。正大元年（1224年），奉诏率兵到光州，向南宋表示金朝不再南伐。正大四年（1227年），谎报军功，被任命为世袭谋克。正大六年（1229年），权枢密副使，率领完颜陈和尚的忠孝军一千在邠州守卫，收复潞州。正大七年（1230年），和总帅纥石烈牙吾塔在大昌原与蒙古帝国军队作战，解围庆阳。率军十万援救卫州，以权参知政事守卫潼关。正大八年（1231年）九月，派元帅王敢率军一万援救河中府。十二月，随军到邓州，在禹山防备蒙古兵。正大二年（1224年）正月，和完颜合达率领骑兵二万、步兵十三万从邓州赴汴京，在钧州三峰山之战，大败逃往京师汴京，途中被蒙军擒送至官山窝阔台行营，拒降，被杀害。

## 延伸阅读
[在维基数据编辑]
 《金史·卷112》，出自脱脱《金史》